# 布拉姆菲爾德鎮區 (密歇根州)
布拉姆菲爾德鎮區（英語：Blumfield Township）是位於美國密歇根州薩吉諾縣的一個行政鎮區。

## 地方資料
布拉姆菲爾德鎮區的面積為92.30平方千米，當中陸地面積為92.30平方千米，而水域面積為0.00平方千米。根據2020年美國人口普查的數據，當地共有人口1879人，而人口密度為每平方千米20.36人。